# Ursel Bäumer
Ursel Bäumer (* 1950 in Münster) ist eine deutsche Schriftstellerin.

## Leben
Ursel Bäumer studierte Literatur- und Kulturwissenschaft in Münster und Bremen. Sie lebt und arbeitet als freie Autorin in Bremen. Sie ist Mitglied im Verband deutscher Schriftsteller.
Ursel Bäumer schreibt Erzählungen und Kurzprosa. Sie erhielt 2007 ein Aufenthaltsstipendium für das Autorinnenforum in Berlin/Rheinsberg, 2013 ein Aufenthaltsstipendium in der Cité Internationale des Arts Paris und 2021 das Bremer Autor*innenstipentium.
Von 2005 bis 2014 war sie Vorsitzende des Vereins „workshop literatur“ e.V. Der Verein organisierte Literaturworkshops und Lesungen von Gegenwartsautoren für Bremer Oberstufenschüler.

## Werke (Auswahl)
- Wenn ich so denke, die Welt. Literarische Portraits historischer Frauen, Erzählungen. Geest, Vechta-Langförden 2007, ISBN 978-3-86685-053-8.
- Wenn der Punkt überschritten ist, beginnt alles von vorn. Hör- und Lesebuch mit Kurzprosa zur Malerei und Graphik von Reinhold Budde. Hachmannedition, Bremen 2007, ISBN 978-3-939429-24-1.
- Zeit der Habichte. Roman. Dörlemann, Zürich 2011, ISBN 978-3-908777-68-7.